# Luis Poggi
Luis Poggi (7 de diciembre de 1928 – 4 de noviembre de 2017) fue un ciclista peruano. Compitió en las pruebas de individual y de equipos de los Juegos Olímpicos de Londres 1948.